# Constante de Madelung

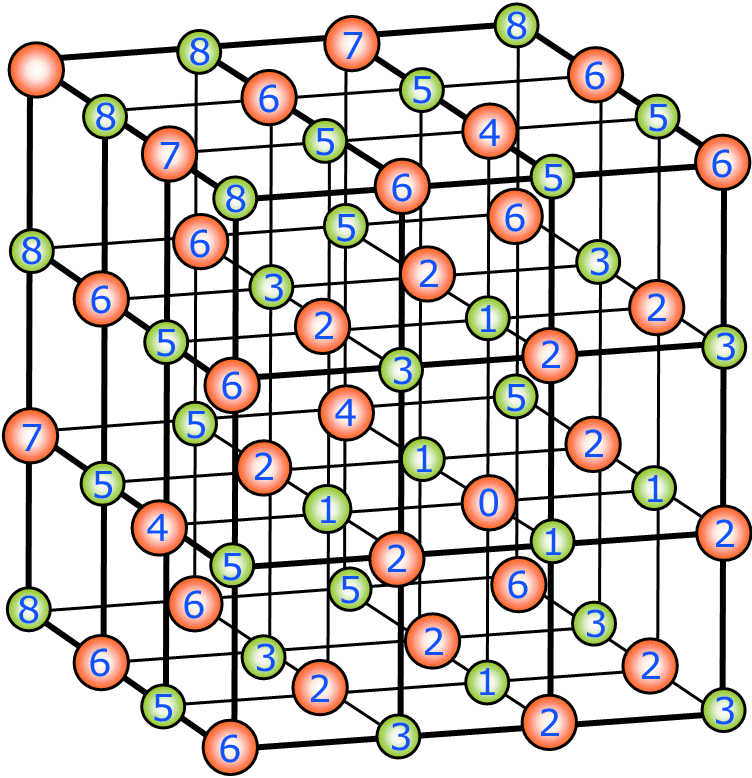
A constante de Madelung sendo calculada para o íon de NaCl rotulado 0 no método esferas em expansão. Cada número designa a ordem na qual é somado. Note-se que, neste caso, a soma é divergente, mas existem métodos para somá-lo que dão uma série convergente.

A constante de Madelung é utilizada para se determinar a contribuição do potencial eletrostático na energia de ligação de cristais iônicos. Ela caracteriza o efeito eletrostático líquido de todos os íons na rede cristalina. Erwin Madelung foi um físico alemão do século XX.
Devido às cargas opostas, cátions e ânions se atraem mutuamente num sólido iônico, criando uma energia de ligação. Para que estes íons sejam separados, uma certa quantidade de energia deve ser fornecida ao cristal, sendo suficiente para que quebrar a ligação ânion-cátion. Esta energia é denominada energia de rede.
Suponhamos um potencial de interação Uij entre os íons i e j e definamos 
{\displaystyle U_{i}=\sum _{j\neq i}U_{ij}.}
Suponhamos também que Uij possa ser escrito como a soma de um campo central de potencial repulsivo e do potencial de Coulomb, 
{\displaystyle U_{ij}=\lambda \exp {(-r_{ij}/\rho )}\pm {q^{2}}/r_{ij},}
no sistema CGS, sendo o sinal positivo tomado para cargas de mesmo sinal, e o sinal negativo para cargas de sinal oposto. O termo repulsivo é fruto da resistência do íon à sobreposição de sua distribuição eletrônica com a de íons vizinhos. 
Normalizando as distâncias rij através da distância entre primeiros vizinhos R, 
{\displaystyle r_{ij}\equiv p_{ij}R,}
e ainda considerando que a interação repulsiva se dá apenas entre primeiros vizinhos, temos, para os primeiros vizinhos
{\displaystyle U_{ij}=\lambda \exp {(-R/\rho )}-{\frac {q^{2}}{R}},}
e também
{\displaystyle U_{ij}=\pm {\frac {1}{p_{ij}}}{\frac {q^{2}}{R}}}
para outros íons. Desconsiderando efeitos de superfície, podemos escrever a energia total 
{\displaystyle U_{tot}=NU_{i}=N\left(z\lambda e^{-R/\rho }-\alpha {\frac {q^{2}}{R}}\right),}
onde consideramos um cristal com N moléculas (2N íons), sendo z o número de primeiros vizinhos e onde intriduzimos
{\displaystyle \alpha \equiv \sum _{j\neq i}{\frac {(\pm )}{p_{ij}}},}
a constante de Madelung. Como dissemos anteriormente, o sinal negativo é para íons de cargas opostas, enquanto que o sinal positivo é para íons de cargas de mesmo sinal.
Como exemplo, consideremos uma cadeia unidimensional infinita de NaCl.
A distância entre vizinhos é a, e então podemos escrever a constante de Madelung para um íon como
{\displaystyle {\frac {\alpha }{a}}=2\left[{\frac {1}{a}}-{\frac {1}{2a}}+{\frac {1}{3a}}-{\frac {1}{4a}}+{\frac {1}{5a}}-...\right],}
ou seja,
{\displaystyle \alpha =2\left[1-{\frac {1}{2}}+{\frac {1}{3}}-{\frac {1}{4}}+{\frac {1}{5}}-...\right]=2ln(2).}
Neste caso, a constante de Madelung tem valor analítico pois reconhecemos os termos da série acima como a série de Taylor para ln(1 + x). A multiplicação por 2 é devida ao fato de a cadeia ser simétrica em relação a qualquer um dos íons.
Existem diversas maneiras práticas de se calcular a constante de Madelung, usando somas diretas, como fizemos (método de Evjen), ou via transformadas integrais, como no método de Ewald (Ewald method). Na tabela 1, mostramos alguns valores da constante de Madelung para alguns cristais. Aqui, 
{\displaystyle w={V}^{\frac {1}{3}},}
onde V é o volume da célula unitária.
| Íon no composto cristalino | {\displaystyle \alpha } (base em {\displaystyle R}) | {\displaystyle {\overline {\alpha }}} (base em {\displaystyle w}) |
| -------------------------- | --------------------------------------------------- | ----------------------------------------------------------------- |
| Cl- e Na+ no NaCl          | ±1.748                                              | ±3.495                                                            |
| S2- e Zn2+ no ZnS          | ±1.638                                              | ±3.783                                                            |
| S- no FeS2                 | …                                                   | 1.957                                                             |
| Fe2+ no FeS2               | …                                                   | -7.458                                                            |